# Liolaemus lutzae
Liolaemus lutzae este o specie de șopârle din genul Liolaemus, familia Tropiduridae, descrisă de Mertens 1938. A fost clasificată de IUCN ca specie vulnerabilă. Conform Catalogue of Life specia Liolaemus lutzae nu are subspecii cunoscute.